# Boncz Géza
Boncz Géza (Nagybánya, 1944. október 20. – Budapest, 2000. október 21.) magyar humorista, író.

## Élete

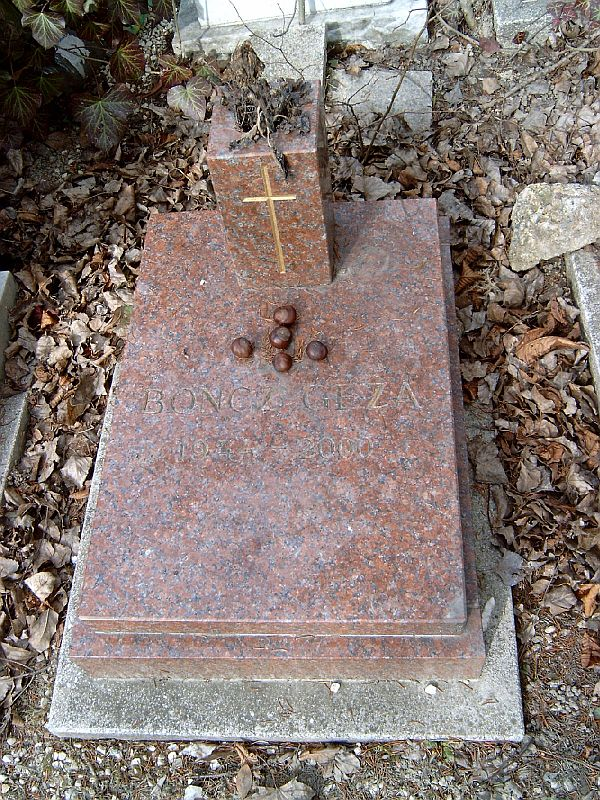
Boncz Géza sírja Budapesten. Farkasréti temető, 32/1-1-8.

Erdélyben született, testvére Boncz István pszichiáter volt. Családja 1945-ben Szegedre költözött. 1961-ben műszakicikk-eladói szakképesítést szerzett.
1967-ben a salgótarjáni könnyűzenei fesztiválon aranyérmet kapott a szegedi Kristály zenekar tagjaként François Villon stílusát idéző balladával, amelynek szövegét ő írta. 1970-ben gimnáziumi érettségi vizsgát tett a Ságvári Endre Gimnáziumban, és a SZOTE klubjának vezetője lett.
1974-ben a Magyar Rádió I. Humorfesztiválján harmadik helyezést ért el, innentől rendszeres írója és szereplője volt a Rádiókabaré műsorának. Egy évre rá Budapestre költözött. Sándorfi Zsuzsannával 1980-ban kötött házasságot, 1981-ben megszületett első gyermekük, Dániel.
1982-ben alakult meg a Markos–Nádas–Boncz-trió, miután a II. Humorfesztivált Markos Györggyel és Nádas Györggyel együtt megnyerték. 1983-ban született második gyermeke, Gábor. Ugyanebben az évben Boncz Géza Fogarasi János zongoristával és Lehr Ferenccel közösen megalakította a főleg zenei paródiákat játszó Atléta Triót. 1987-ben megjelent szerzői nagylemeze. 1992-ben tagja lett az Aladdin és a Skodalámpa nevű humorista-zenekarnak. Az 1990-es években a Markos–Nádas–Boncz-trió több nagylemeze is aranylemez lett.
Gyakori fellépője volt a Mikroszkóp Színpadnak.
Társszerzője volt a Kiviszem a lovam. "Gimme some lovin". Szegedi rock úttörői munkának (Kelemen Istvánnal és Molnár Gyulával, 1995). Összegyűjtött humoreszkjeit Az őrület határa című könyvében jelentette meg 1999-ben. 2000-ben Nádas Györggyel jelentette meg a Fogjuk a hasunkat. Jókedvű szakácskönyv c. kötetet.
Tíz évnyi betegeskedés után, 2000 szeptemberében fordult válságosra az állapota, de nem akart befeküdni a kórházba. Halála előtt két héttel öntudatlan állapotban szállították be az intenzív osztályra, de hiába küzdöttek életéért az orvosok, a szíve, a mája és a veséje egyszerre mondta fel a szolgálatot. 2000. október 21-én hunyt el. Mindössze 56 évet élt.

## Művei
- Boncz Géza–Kelemen István–Molnár Gyulaː Kiviszem a lovam. "Gimme some lovin". Szegedi rock úttörői; Algyői Takarékszövetkezet, Szeged-Algyő, 1995
- Az őrület határa; W. Stoker–Lícium-art, Gyöngyös–Debrecen, 1999
- Nádas György–Boncz Gézaː Fogjuk a hasunkat. Jókedvű szakácskönyv; W. Stoker–Lícium-art, Gyöngyös–Debrecen, 2000

## Kitüntetései
- Karinthy-gyűrű (1994)
- Bonbon-díj (1999, 2000, posztumusz 2001)[2]

## Emlékezete
- Boncz Dániel: Ilyen a Boncz! Történetek Boncz Gézáról[3](Dotkom Média Bt., Budapest, 2007) ISBN 9638743417